# Matio
Matio is een bestuurslaag in het regentschap Toba Samosir van de provincie Noord-Sumatra, Indonesië. Matio telt 603 inwoners (volkstelling 2010).